# Керстін Гессельгрен
Керстін Гессельгрен (4 січня 1872 , Гуфорс, Євлеборґ  — 19 серпня 1962 , Kungsholm parishd ) — шведська політикиня та феміністка, перша жінка, обрана в 1921 році за пропозицією лібералів за підтримки соціал-демократів до верхньої палати шведського парламенту після уведення жіночого виборчого права.

## Біографія
Народилася 1872 року в Торсакері у Єстрікланді у родині лікаря Густава Альфреда Гессельгрена та Марії Маргарети Верн, старшою з шести дітей.
Спочатку її навчала гувернантка вдома, а потім Керстін навчалася у школі для дівчат у Швейцарії. У 1895 році закінчила фельдшерську школу в Упсалі. Наступного року вона очолила Школу вітчизняних наук у Стокгольмі. Перебуваючи у відпустці, отримала кваліфікацію санітарної інспекторки в Бедфордському коледжі в 1905 році і залишила коледж і свою роботу в 1906 році.
Гессельгрен не вступала в шлюб.

### Початок кар'єри
Керстін Гессельгрен працювала санітарною інспекторкою у Стокгольмі в 1912—1934 роках та паралельно інспекторкою шкільної кухні в 1909—1934 роках. Спочатку вона хотіла стати лікаркою, але через слабке здоров'я її вважали непридатною для професії. Натомість здобула освіту санітарної інспекторки, щоб зосередитися на покращенні власного стану здоров'я через перевірку та покращення умов життя в столиці, які на той час були жахливими для робітничого класу. Вона внесла покращення, що зробило її відомою в політичних колах.
Керстін Гессельгрен була обрана головою Шведського шкільного вчительського товариства 1906 року. Цю посаду вона обіймала до 1913 року. З 1913 по 1934 рік очолювала інспекцію умов праці жінок. Була співзасновницею журналу Tidevarvet у 1923 році
У липні 1925 року Гессельгрен взяла участь і виступила на Першій міжнародній конференції жінок у науці, промисловості та торгівлі, що відбулася в Лондоні, організованій Керолайн Гаслетт і Британським жіночим інженерним товариством.
Починаючи з 1906 року виконувала ряд політичних доручень.

### Політична діяльність
Керстін Гессельгрен не отримала підтримки виборців в Ілліс у 1918 році, натомість в 1921 році вона стала однією з п'яти перших жінок, обраних до шведського парламенту після уведення виборчого права для жінок, поряд з Неллі Тюрінг (соціал-демократка), Агдою Остлунд (соціал-демократка), Елізабет Тамм та Бертою Веллін (консерваторка) у нижній палаті. Гессельгрен, таким чином, стала першою жінкою, обраною до Верхньої палати. Вона перебувала у складі партії лібералів у 1922—1923 та 1937—1944 роках, а також незалежною у 1923—1937 роках. Однак до 1934 року вона формально називала себе назалежною від жодної партії в парламенті, оскільки була обрана за підтримки двох партій. Керстін Гессельгрен була обрана віцеголовою другого законодавчого комітету парламенту в 1939—1944 роках, а також у цій якості першою жінкою в Швеції.
Керстін Гессельгрен, будучи першою жінкою в парламенті, вважала себе речницею жінок у верхній палаті. Гессельгрен була активною з вирішення феміністичних і соціальних питань: працювала над рівним доступом жінок до всіх політичних посад і рівною зарплатою, для легалізації сексуальної освіти і контрацепції, зниження покарання за аборти. Вона була добре відома і викликала багато уваги до цих питань. Багато її ідей були натхненні її наставницею, політичною діячкою Емілією Бруме.
Гессельгрен померла у Стокгольмі у 90-річному віці. 
Університет Гетеборга заснував премію запрошеної професора імені Керстін Гессельгрен на її честь. Премію присуджують видатним дослідницям у соціальних або гуманітарних науках.